# Tsijisdziri
Tsijisdziri (en georgià: ციხისძირი) és un poble de Geòrgia situat a l'oest de la República Autònoma d'Adjària, que forma part del municipi de Kobuleti. N'hi ha un jaciment arqueològic i les ruïnes d'una ciutat fortificada de l'Antiguitat tardana, que s'identifica amb la principal ciutat fortalesa construïda pels romans a la Làzica, Petra.

## Geografia
Tsijisdziri és a la costa de la mar Negra, a 8 km al sud de Kobuleti.(1)

## Història
Tsijisdziri s'identifica amb la ciutat fortalesa romana de Petra, fundada per l'emperador romà d'Orient Justinià I al 535 i, després d'unes batalles per la possessió d'aquesta ciutat durant la guerra làzica amb els perses sassànides, fou enderrocada pels mateixos romans per a evitar que tornàs a ser objectiu de l'enemic l'any 551. L'indret continuà albergant un baluard de certa importància, denominat la Fortalesa dels diables (Ts'ikhe k'ajet'isa), esmentada per l'erudit georgià Vajushti de Kartli en la seua Geografia del 1745 com situada a prop de la petita ciutat de Kobuleti, a "la vora de la mar, ... fort, construït sobre un alt penya-segat, que conté un túnel rocós, corb com un camí".
En l'època de Vajushti, el poble era sota domini otomà. Durant la Guerra Russoturca (1828-1829), Tsijisdziri fou un dels assentaments fronterers entre Adjària (dominada pels otomans) i Guria, controlada pels russos, i testimoni de la lluita entre els dos imperis. Allí, al setembre del 1829, el comandant otomà d'origen musulmà georgià, Ahmed-Pasha Jimshiashvili, va rebutjar una invasió del general rus Karl Hesse. Durant la Guerra Russoturca (1877-1878), l'exèrcit otomà fortificà Tsijisdziri, la qual cosa els va permetre bloquejar amb èxit dos intents russos de capturar Tsijisdziri i avançar cap a Batum el 12 d'abril del 1877 i el 18 de gener del 1878. Tanmateix, un l'eventual derrota en la guerra obligà els otomans a cedir Adjària a l'Imperi Rus.
En el període soviètic, Tsijisdziri tenia una sèrie de balnearis al sud-oest de Geòrgia i encara gaudeix de visitants d'estiu fins hui.

## Demografia
L'evolució demogràfica de Tsijisdziri entre 2002 i 2014 ha estat aquesta:
| 2002 | 2014 |
| ---- | ---- |
| 2253 | 2472 |

Segons el darrer cens de l'any 2014, el poble tenia una població d'uns 2.472 habitants, majoritàriament georgians.

## Cultura

### Arqueologia
L'estudi arqueològic del jaciment començà el 1962 i s'hi trobaren capes d'assentaments humans i artefactes, el més antic dels quals data del final de l'edat del bronze, quan l'àrea pertanyia a la cultura de Colquis o cultura còlquida. Al nord de Tsijisdziri, a Bobokvati, a uns 200 m de la costa, hi ha uns assentaments de dunes que daten del segle viii abans de la nostra era. En els segles següents, visqueren una sèrie d'antigues colònies gregues al llarg del litoral oriental de la mar Negra.
No hi ha documentació escrita que existís una colònia grega a Tsijisdziri, però les excavacions arqueològiques mostren enterraments d'adults i infants en àmfores del segle v ae, en nivells d'assentaments de dunes anteriors. Entre els objectes desenterrats allí hi ha un escif àtic de tipus corinti i lècits del pintor d'Hemó, datat del c. 470.